# Inczédi Pál
Inczédi Pál (nagyváradi) (1646 – 1704) naplóíró, Apafi Mihály kincstárnoka, királyi táblai ülnök.

## Életpályája
Inczédy Pál 1646-ban született Erdélyben, Inczédy Mihály (meghalt 1658-ban) és Csókási Kata gyermekeként. 
Neje Lipcsey Klára volt, kitől négy gyermeke született: József nevű fia a báróságig vitte, nevét később Józsinczyra változtatta. Pál nevű fia nőtlenül, korán, még 1732-ben meghalt. Gergely nevű fia József testvérével együtt szerzett bárói címet, míg lánya, Zsuzsanna Toldalaghy János neje lett.
Családjának ősei Dalmáciából, még Mátyás király idejében kerültek Magyarországra. Eredeti nevük Icsevics volt, melyet Ince dalmát faluról, származásuk helyéről változtattak Inczédire. Az erdélyi fejedelmek idejében kerültek közelebb a udvarhoz, azonban a család nagyobb emelkedése Apafi fejedelem alatt kezdődött, mivel miután addigi lakóhelyüket, Nagyváradot a török elfoglalta, beljebb telepedtek Erdélybe, ahol Bornemisza Anna, a fejedelem neje anyai ágon rokonuk volt, és az ő közbenjárásával nyerték Alvincot és más részbirtokokat is. 
Inczédy Pál előbb Apafi Mihály fejedelem udvari kincstartója, majd az összes uradalmak igazgatója, végül királyi ülnök lett.
Meghalt 1704-ben.
A család egykori kastélya, a Horváth–Inczédy-kastély ma is áll Alvincon, jelenleg általános iskola működik benne.

## Munkái
- Néhai Nagy-Váradi Inczédi Pál úrnak maga életében Erdélyországban történt közönséges dolgoknak feljegyzései 1660-1697 című kézirata (Pest, 1860).
- I. Pál suplicatiója Apafi Mihály fejedelemhez 1672. okt. (Tört. Lapok II. 1875. 51. sz.), I. folyamodásai Apafi Mihály fejedelemhez 1681. márcz., aug. 16., 26., okt. 23., 1691., 1693. márcz. (u. ott I. 1874. 38., 39., 1875. 1., 2., 52. szám.)